# Mosstjärnen, Västmanland
Mosstjärnen är en sjö i Ljusnarsbergs kommun i Västmanland och ingår i Norrströms huvudavrinningsområde.